# A형 간염 백신
A형 간염 백신은 A형 간염을 예방하는 백신이다. 통상적으로 접종자의 95%가 백신의 효과를 보고 있다. 백신은 한번 접종하면, 적어도 15년 동안 지속될 수 있으며, 일반적으로 평생 지속된다고 인식된다. A형 간염 백신을 접종하는 경우, 만 1세에 1차 접종을 하고 6~12(18)개월 후에 2차 접종을 하는 것을 권장하며, 근육에 주사하여 투여한다.

## 접종 대상

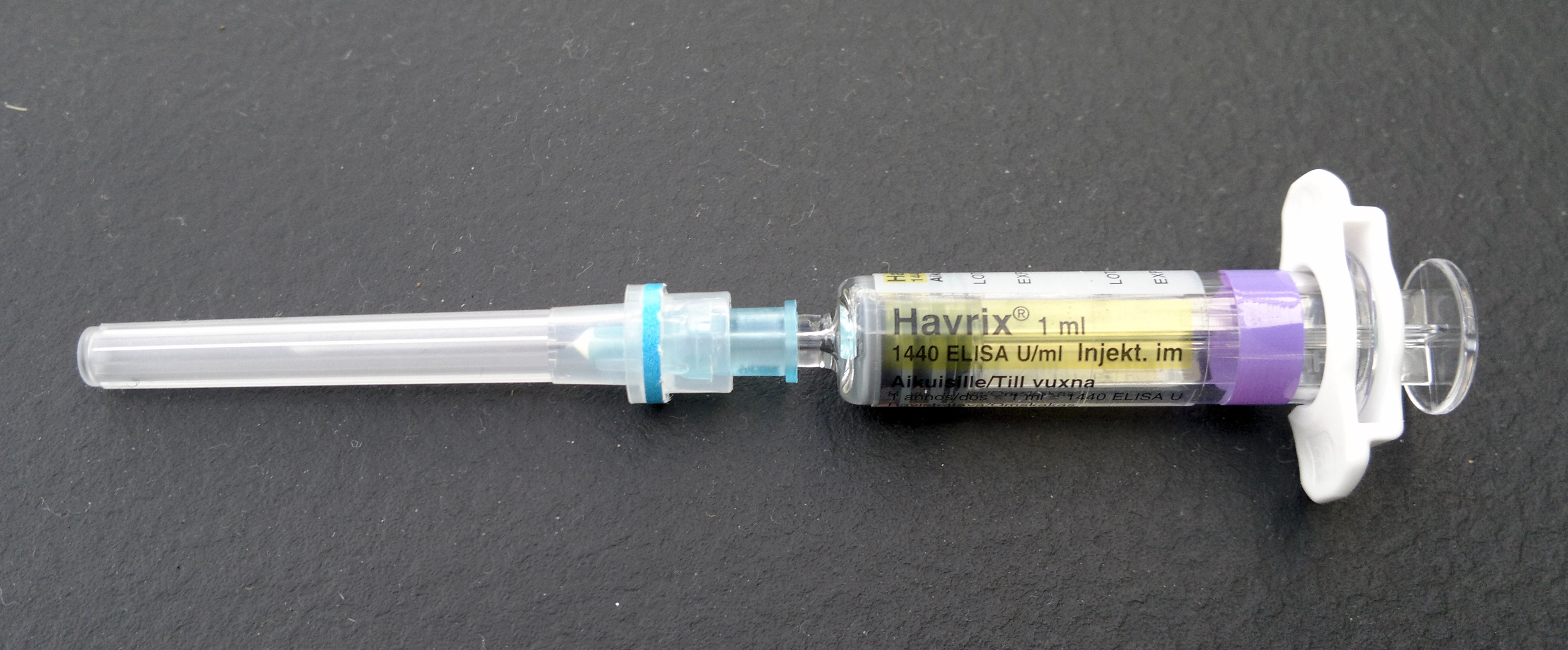
글락소스미스클라인에서 만든 A형 간염 백신

세계 보건 기구(WHO)는 일반적으로 A형 간염이 발생하는 지역에서만 A형 간염 예방 접종을 권장한다. 이 질병이 매우 빈번한 지역에서는, 모든 사람이 어린 시절에 감염을 통해 면역이 생기기 때문에, 광범위한 예방접종은 권장하지 않는다. 미국 질병 관리 본부(CDC)는 고위험군의 성인과 모든 어린이를 예방 접종할 것을 권장한다.

## 접종 부작용 및 접종법
심각한 부작용이 나타나는 경우는 매우 드물다. 주사 부위의 통증은 어린이의 약 15%와 성인의 약 절반에서 발생한다. 대부분의 A형 간염 백신은 비활성화 된 바이러스나, 공격력이 약화된 바이러스를 포함하여 제작한다. 바이러스에 약한 사람은 임신 중이거나 혹은 면역 기능이 떨어져 있는 경우에는 접종을 권장하지 않는다. 처방 방법에 따라서, A형 간염 백신과 B형 간염 백신 혹은 장티푸스 백신의 조합을 사용하여 접종하기도 한다.

## 역사와 비용
최초의 A형 간염 백신은 1991년 유럽과 1995년 미국에서 승인되었고, A형 간염 백신은 세계 보건 기구 필수 의약품 목록에 들어 있다. 세계 보건 기구의 필수 의약품 목록은 건강을 위해서 안전하고 효과적인 의약품들의 목록이다. 미국에서 A형 간염 백신은 50$-100$선이다. 한국에서는 1회에 8만원선이다

## 한국에서 A형 간염 백신
한국은 1997년 말부터 A형 간염 백신을 도입하였다. 한국 질병 관리본부 정책에 따르면, 2015년 5월 1일부터 국가예방접종으로 도입되었으며, 2012년 1월 1일 이후 출생아를 대상으로 보건소 및 전국 약 7,000여 지정 의료기관을 통해 무료로 접종하고 있다.
A형간염 백신 도입 전․후 생후 12-36개월 대상 영유아의 예방접종 기록 전산등록 현황을 살펴보면, A형간염 백신 도입 전에는 매월 6-7만 건 수준으로 접종기록이 등록되었으나 2014년 11월부터 접종기록 등록 건수가 서서히 감소하여 백신도입 전월에는 접종기록 등록 건수가 약 3,500건 수준으로 감소하였다. 하지만 백신 도입 후 첫 1개월 동안 총 225,835건이 등록됨에 따라 전년 동기간 대비 예방접종 기록 전산등록 건수가 약 310% 증가한 것으로 확인되었다.

## 같이 보기
- A형 간염
- B형 간염
- C형 간염
- B형 간염 백신